# Тјешило (Фојница)
Тјешило је насељено место у Босни и Херцеговини у општини Фојница. Административно припада Федерацији Босне и Херцеговине, односно њеном Средњобосанском кантону. Према попису становништва из 2013. у насељу је било 453 становника, а већину становништва чинили су Хрвати и Муслимани.

## Становништво
По последњем службеном попису становништва из 2013. године у овом насељу живело је 453 становника, а село је било етнички хетерогено са већинском  бошњачко-хрватском популацијом.
| Националност | 2013. | 1991.        | 1981.        | 1971.        |
| Бошњаци      | —     | 109 (32,54%) | 23 (8,33%)   | 0            |
| Хрвати       | —     | 210 (62,69%) | 238 (86,23%) | 272 (99,27%) |
| Срби         | —     | 1 (0,30%)    | 0            | 0            |
| Југословени  | —     | 6 (1,79%)    | 1 (0,36%)    | 2 (0,73%)    |
| Македонци    | —     | 0            | 1 (0,36%)    | 0            |
| остали       | —     | 9 (2,68%)    | 13 (4,71%)   | 0            |
| Укупно       | 453   | 335          | 276          | 274          |